# Pavetta ankolensis
Pavetta ankolensis är en måreväxtart som beskrevs av Diane Mary Bridson. Pavetta ankolensis ingår i släktet Pavetta och familjen måreväxter. Inga underarter finns listade i Catalogue of Life.